# The Thankful Poor
The Thankful Poor (litt. Les pauvres reconnaissants) est une peinture de genre réalisée en 1894 par le peintre afro-américain Henry Ossawa Tanner.
Elle représente deux Afro-Américains priant à une table, et partage des thèmes communs avec d'autres peintures de Tanner des années 1890, notamment The Banjo Lesson (1893) et The Young Sabot Maker (en) (1895). L'œuvre est basée sur des photographies que Tanner avait prises et est influencée par ses opinions sur l'éducation et la race, qui découlaient à leur tour de celles de son père, Benjamin Tucker Tanner (en), et de l'Église épiscopale méthodiste africaine. Ce tableau est considéré comme un jalon de l'art afro-américain, notamment pour avoir contré les stéréotypes raciaux.
Après son retour aux États-Unis en 1893, Tanner est devenu plus sensible aux questions raciales et a choisi d'utiliser des œuvres d'art telles que The Thankful Poor comme moyen de dépeindre la culture afro-américaine de manière digne. Le tableau a reçu les éloges de la critique lors de son exposition à Philadelphie au printemps 1894, mais il s'agit également de la dernière œuvre de genre afro-américaine de Tanner, l'artiste commençant à se concentrer sur les scènes bibliques.
Après être resté caché pendant des années, le tableau a été découvert dans un placard de l'école pour sourds de Pennsylvanie en 1970, avant d'être acheté par Camille (en) et Bill Cosby en 1981 pour leur collection privée. En 2020, le tableau a été vendu par les Cosby à Art Bridges, une fondation créée par Alice Walton pour le prêt d'œuvres d'art. The Thankful Poor a été exposé au musée national d'Art africain (Washington, DC) et une étude préparatoire est détenue par le DuSable Black History Museum and Education Center (Chicago).

## Description
The Thankful Poor représente un vieil homme et un jeune garçon — peut-être un grand-père et son petit-fils — assis à une table, priant avant leur repas. À gauche, la seule source de lumière de la scène provient de la fenêtre aux rideaux transparents derrière le vieil homme. Le vieil homme est assis sur une chaise à haut dossier, les coudes sur la table et les mains jointes devant son visage en signe de prière. En face du vieil homme, le garçon est assis sur un banc bas ou une caisse, une main sur la tête pour tenter d'imiter la posture de prière de l'homme,. La table est dressée avec une nappe, deux assiettes et des tasses blanches, un grand pichet blanc, des couverts et de petites portions de nourriture,. Le tableau est signé, daté et titré en bas à gauche : « H.O. TANNER / 1894 / The Thankful Poor ». Le revers contient une étude précoce pour le tableau de Tanner de 1895, The Young Sabot Maker (en).
La composition s'inspire probablement du tableau Le Repas en Famille (1891) de l'artiste américaine Elizabeth Nourse, qui partage un cadre similaire. Le tableau de Nourse représente une famille de paysans français réunis autour d'une table, une scène qui devait être familière à Tanner car il passait son temps en France à peindre dans la campagne bretonne où les paysans locaux faisaient partie de ses sujets favoris. Comme Le Repas en Famille a été exposé à l'Exposition universelle de 1893 à Chicago, où il a remporté une médaille d'or, Tanner a pu voir le tableau lorsqu'il s'y est rendu cette année-là pour présenter une conférence au Congrès mondial sur l'Afrique,. Il existe également des parallèles dans l'art européen, comme le tableau de Jan Steen de 1660, La prière avant le repas.

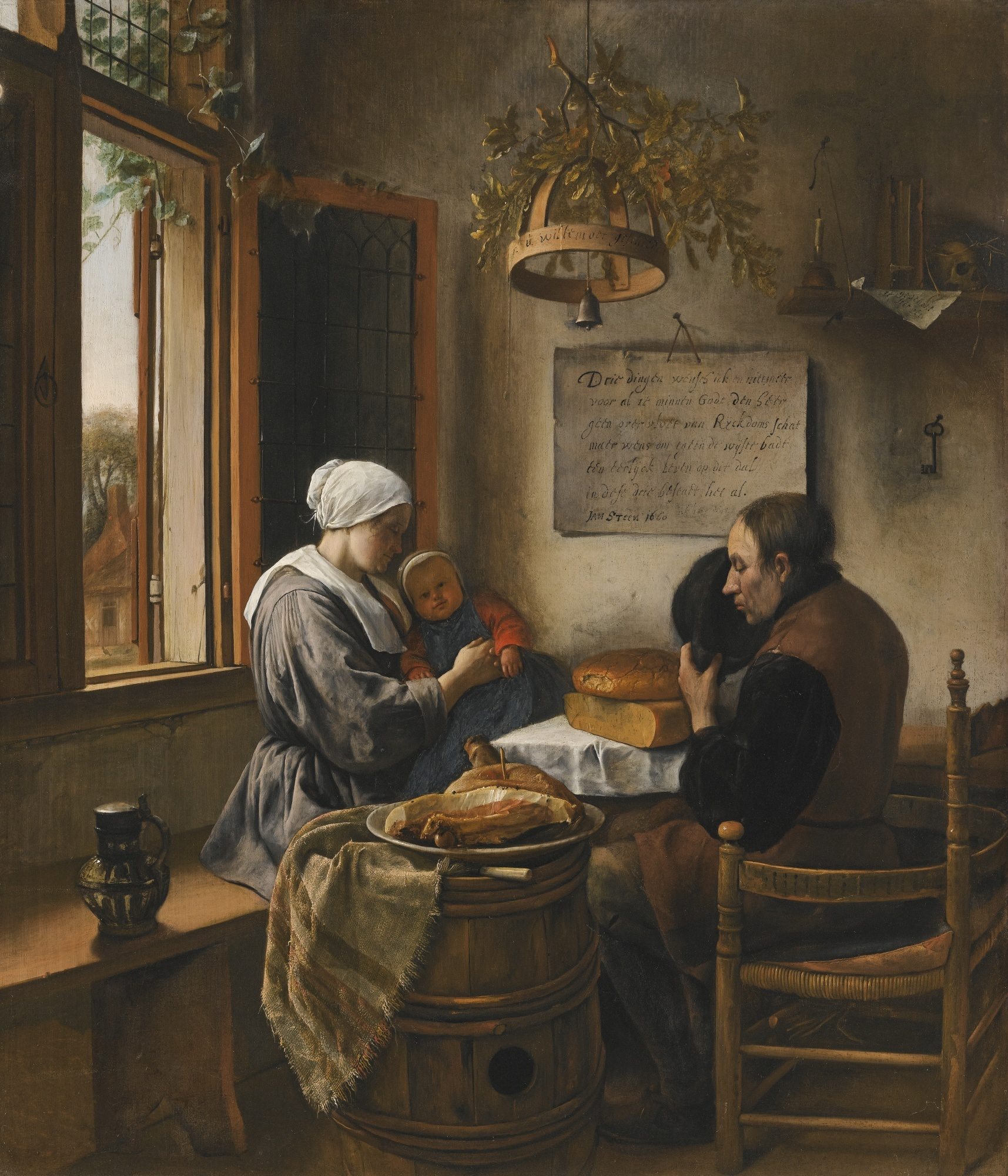
Jan Steen, La prière avant le repas (1660, coll. priv.).
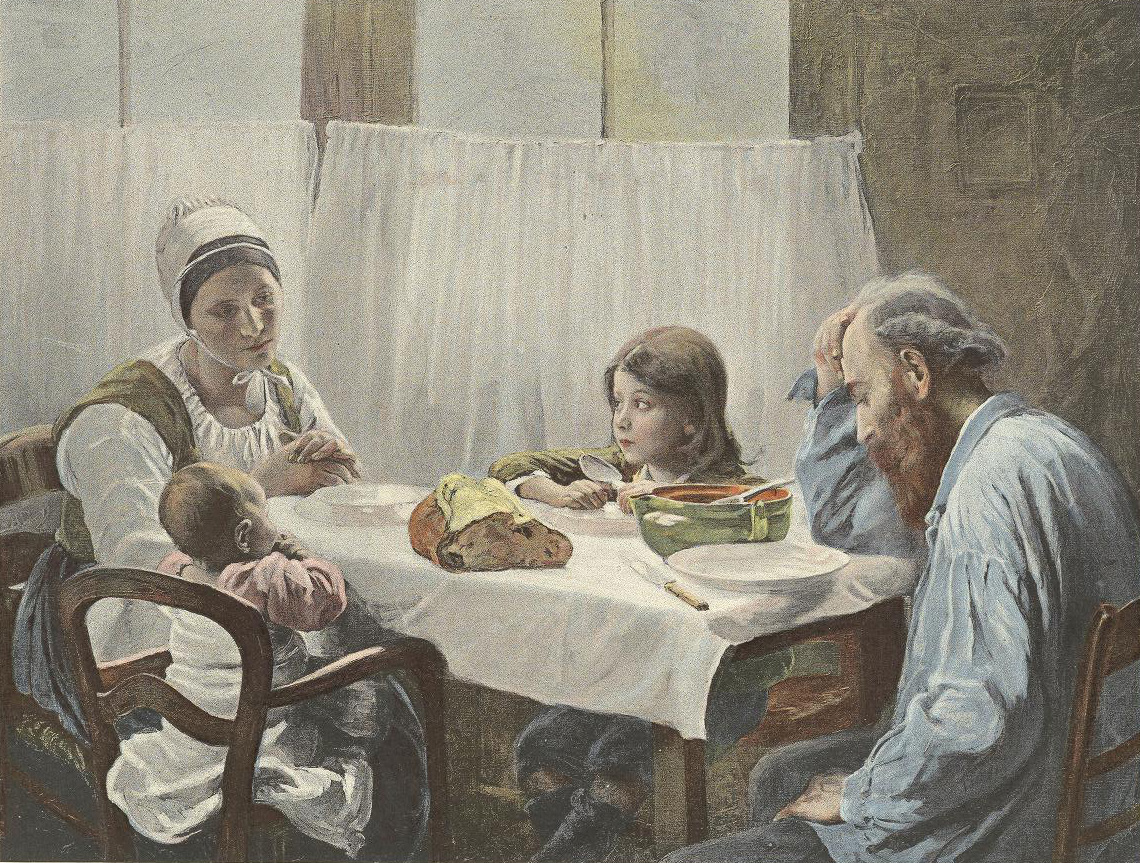
Gravure de Charles M. Kurtz (en) d'après le tableau d'Elizabeth Nourse, Le Repas en Famille (1891, loc. inconnue)[12].
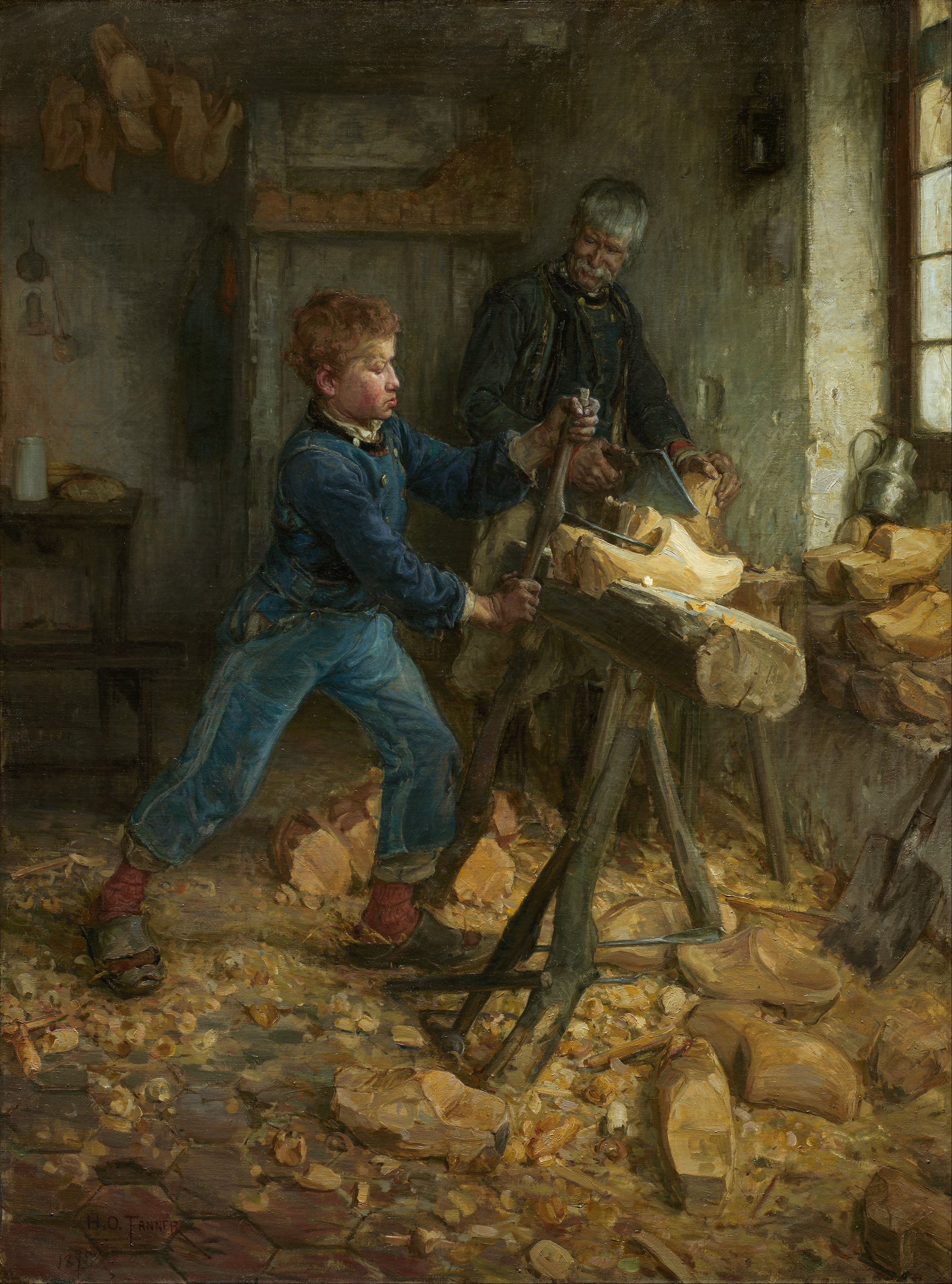
Henry Ossawa Tanner, The Young Sabot Maker (en) (1895, musée d'art Nelson-Atkins).

## Contexte

### Henry Ossawa Tanner

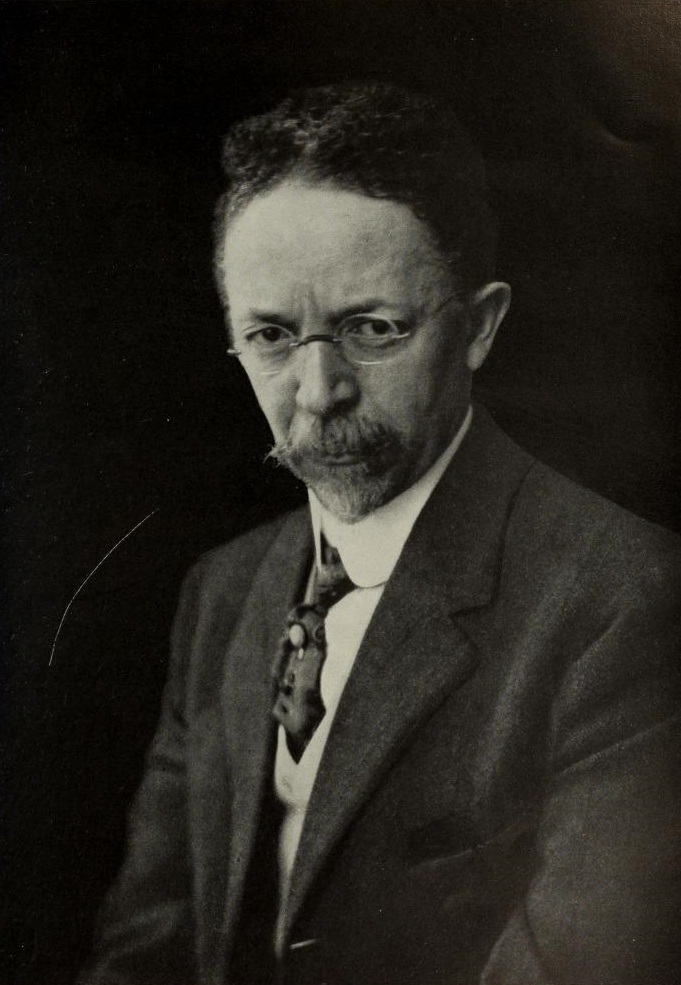
Henry Ossawa Tanner en 1909.

Les parents de Tanner valorisaient l'éducation, et ces points de vue ont influencé son travail. Tous deux sont diplômés de l'Avery College, ont dirigé des écoles et ont veillé à ce que Tanner lui-même reçoive une éducation rigoureuse. Le père de Tanner, Benjamin Tucker Tanner (en), était un évêque de l'Église épiscopale méthodiste africaine ; cette institution encourageait l'éducation des Afro-Américains et fondait des collèges. Tanner a également été influencé par l'ami de la famille et éducateur Booker T. Washington, avec qui il partageait la conviction que les compétences permettant de gagner sa vie devaient être transmises d'une génération à l'autre. La question de la race est un autre facteur qui a affecté Tanner : il a été influencé par le travail de son père, qui comprenait des conférences sur l'identité raciale et des sermons d'église qui soulignaient un sentiment d'injustice raciale,.
À partir de l'été 1888, Tanner passe du temps à Highlands (Caroline du Nord), dans les montagnes Blue Ridge, où il espère gagner sa vie grâce à la photographie et améliorer sa santé. En 1889, il ouvre un magasin de photographie à Atlanta (Géorgie), mais retourne en été dans les Highlands où il photographie les Afro-Américains locaux. The Thankful Poor et un tableau antérieur, The Banjo Lesson, semblent tous deux être basés sur les mêmes personnes que Tanner avait photographiées à cette époque avant de s'installer à Paris en 1891. Les deux tableaux ont été réalisés après que Tanner est rentré aux États-Unis à l'été 1893 pour se remettre d'une fièvre typhoïde mais avant son retour à Paris en 1894,.
Pour The Thankful Poor, il a réalisé une étude à l'huile sur toile (vers 1894), qui se trouve depuis 2021 au DuSable Museum of African American History de Chicago,.

### Représentations des Afro-Américains par Tanner
Lorsque Tanner retourne aux États-Unis en juillet 1893, il constate que les relations raciales ne se sont pas améliorées au cours des deux années précédentes. Particulièrement ému par le nombre croissant de lynchages d'Afro-Américains (en), Tanner s'engage dans le mouvement des droits civiques, et les spécialistes pensent qu'il est devenu plus sensible aux questions raciales. Il s'est tourné vers les sujets afro-américains pour ses peintures de genre, devenant ainsi le premier Afro-Américain à le faire. Les représentations artistiques antérieures des Afro-Américains provenaient principalement de peintres blancs, mais Tanner considérait que nombre de ces interprétations laissaient à désirer,. Il a donc décidé d'utiliser sa connaissance intime du sujet pour peindre ses propres scènes de la vie afro-américaine. Tanner lui-même a écrit à la troisième personne que :

« Depuis son retour d'Europe, il [Tanner] a peint principalement des sujets noirs, il se sent attiré par ces sujets en raison de la nouveauté du domaine et du désir de représenter le côté sérieux et pathétique de la vie parmi eux, et il pense que, toutes choses égales par ailleurs, celui qui a le plus de sympathie pour ses sujets obtiendra les meilleurs résultats. À son avis, beaucoup d'artistes qui ont représenté la vie des Noirs n'en ont vu que le côté comique et ridicule, et n'ont pas eu la sympathie ni l'appréciation du grand cœur chaud qui habite un extérieur aussi rude,. »

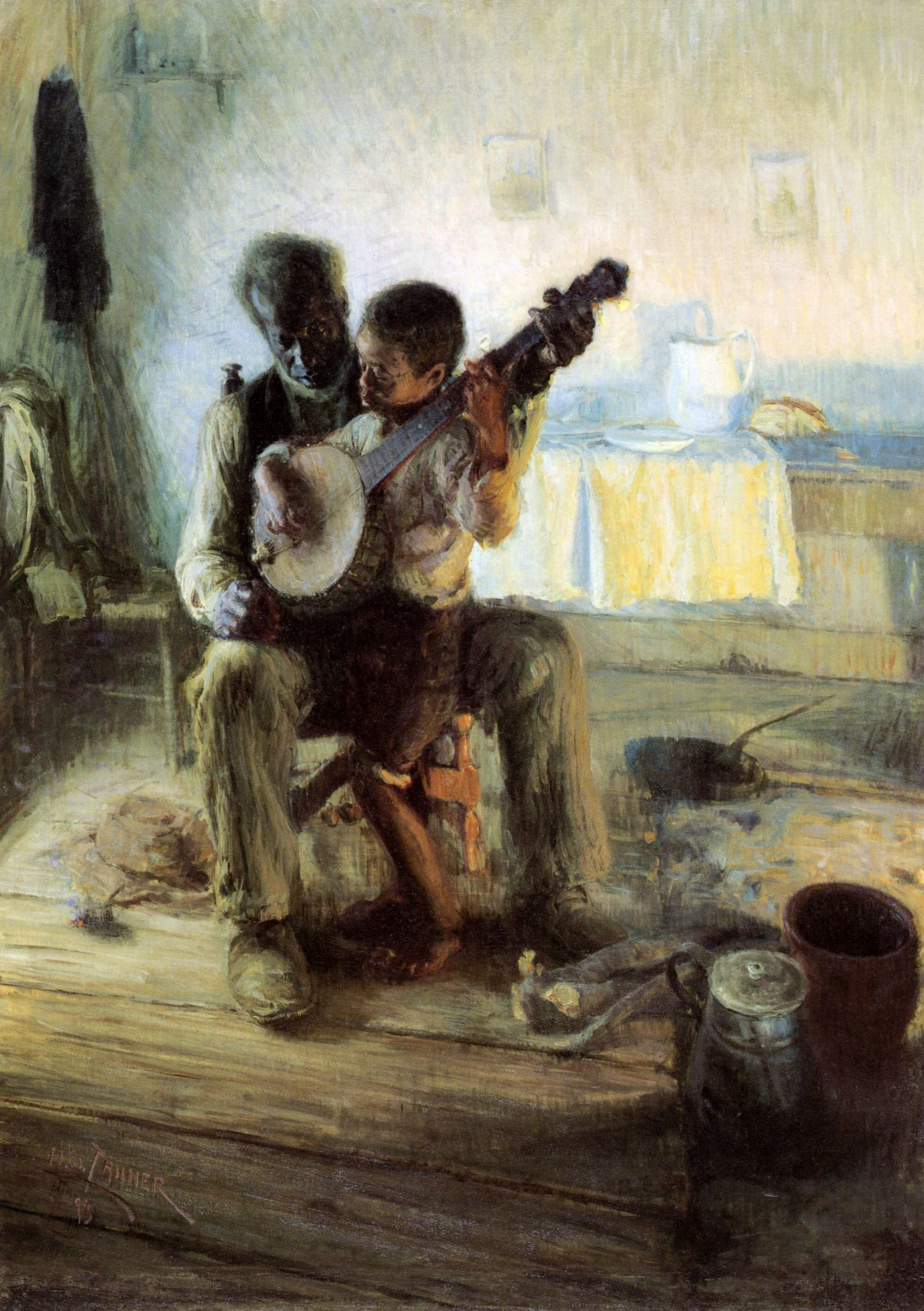
The Banjo Lesson
(1893, musée d'art de l'université de Hampton).

La première grande œuvre de genre de Tanner mettant en scène des Afro-Américains est The Banjo Lesson, qu'il a achevée en octobre 1893. La représentation d'un jeune garçon à qui un vieil homme apprend à jouer du banjo met à mal l'association populaire du banjo avec des ménestrels noirs simplistes en dépeignant au contraire un « véritable partage de la tradition culturelle noire ». Certains critiques ne semblaient pas conscients de l'intention de Tanner de subvertir les stéréotypes conventionnels des Afro-Américains. Par exemple, un rédacteur d'art du Philadelphia Evening Telegraph (en), tout en faisant l'éloge de la technique artistique de Tanner, a qualifié le sujet âgé du tableau de « vieil Oncle Ned ». L'historien de l'art Naurice Frank Woods pense que ces réactions désobligeantes à The Banjo Lesson ont conduit Tanner à se demander si ses peintures pouvaient changer quoi que ce soit à la perception des Afro-Américains par le public. Néanmoins, dans The Thankful Poor, Tanner a incorporé ses convictions sur l'éducation et la race dans une autre tentative de présenter la culture afro-américaine sous un jour positif.

## Histoire du tableau

### Accueil initial et place dans la carrière de Tanner
Entre janvier et avril 1894, Tanner a terminé le tableau, qui a été exposé avec The Banjo Lesson d'avril à mai 1894 à la galerie James S. Earle and Sons de Philadelphie,. Tanner a reçu des commentaires favorables de la part des critiques, l'un d'entre eux qualifiant The Thankful Poor d'« œuvre importante » et faisant l'éloge de son exécution. Cependant, une critique par ailleurs élogieuse du tableau de Tanner dans le Philadelphia Inquirer était à connotation raciale et utilisait un terme péjoratif pour décrire l'homme âgé. Le correspondant artistique qui a écrit cette critique a probablement écrit une critique tout aussi élogieuse mais stéréotypée de The Banjo Lesson un an plus tôt. Au retour de Tanner à Paris en 1894, The Banjo Lesson devient sa première œuvre acceptée au Salon de Paris où elle obtient une place honorable. The Thankful Poor n'a pas bénéficié d'un accueil similaire. Woods écrit que « si The Banjo Lesson est restée l'objet d'un examen approfondi et de l'adoration du public, The Thankful Poor s'est attardé, sans le mériter, dans son ombre emblématique. »

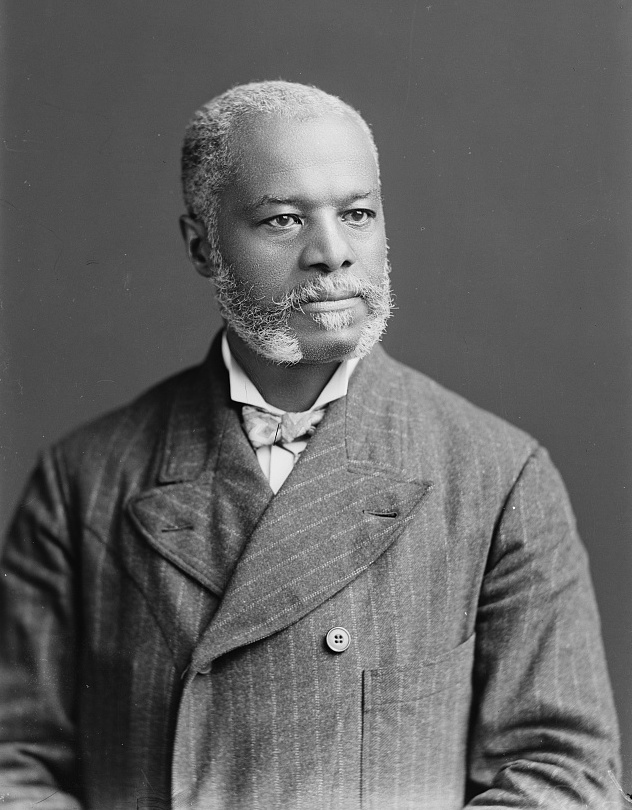
William Sanders Scarborough en 1903.

Après la présentation de The Banjo Lesson, beaucoup de gens — y compris l'ami de la famille et éminent spécialiste des questions afro-américaines William Sanders Scarborough (en) — s'attendaient à ce que Tanner continue à lutter contre les stéréotypes noirs à travers son art. Scarborough lui-même a commenté : « beaucoup d'amis de la race espéraient sincèrement qu'un portrait de la vie des Noirs par un artiste noir était apparu en effet [...] pour contrebalancer [...] l'absurde et le grotesque les plus extravagants ». Malgré son soutien et son succès critique, Tanner s'est éloigné de la peinture d'Afro-Américains après avoir terminé The Thankful Poor, faisant ainsi de cette œuvre la dernière scène de genre connue de Tanner sur cette thématique,. Woods émet l'hypothèse qu'un manque de ventes, associé à des références raciales désobligeantes dans des critiques telles que celle du Philadelphia Inquirer, a conduit Tanner à considérer ses deux peintures de genre comme « une expérience ratée ». Woods note que l'acceptation de The Banjo Lesson au Salon n'a guère favorisé la vente des œuvres de genre de Tanner aux États-Unis. Tanner est donc « simplement passé » à d'autres sujets. Scarborough suggère également que le rejet par Tanner des sujets noirs découlait à la fois de ses convictions religieuses et du désir de son père qu'il devienne un peintre religieux. Dans les années qui ont suivi The Thankful Poor, Tanner est devenu un peintre religieux, trouvant davantage de succès critique et commercial avec des scènes bibliques. Tanner a déclaré à propos de ce changement :

« Ce n'est pas par hasard que j'ai choisi d'être un peintre religieux. Je ne doute pas d'avoir hérité du sentiment religieux, et j'en suis heureux, mais j'ai aussi décidé et j'espère une foi religieuse intelligente qui n'est pas due à un héritage mais à ma propre conviction. Je crois en ma religion. J'ai choisi le caractère de mon art parce qu'il transmet mon message et raconte ce que je veux dire à ma propre génération et laisser à l'avenir. »

Bien que Tanner n'ait pas mentionné The Thankful Poor dans son autobiographie et ses interviews, le tableau est considéré comme l'un de ses plus importants. Dans sa biographie de Tanner publiée en 2017, Woods estime que cette peinture est « la première à explorer pleinement la religiosité afro-américaine » et le « signe avant-coureur » des œuvres religieuses ultérieures de Tanner. Il conclut que cette peinture est « l'œuvre clé de transition vers les « choses profondes » qui guideraient [Tanner] vers une carrière réussie ».

### Provenance et histoire de l'exposition

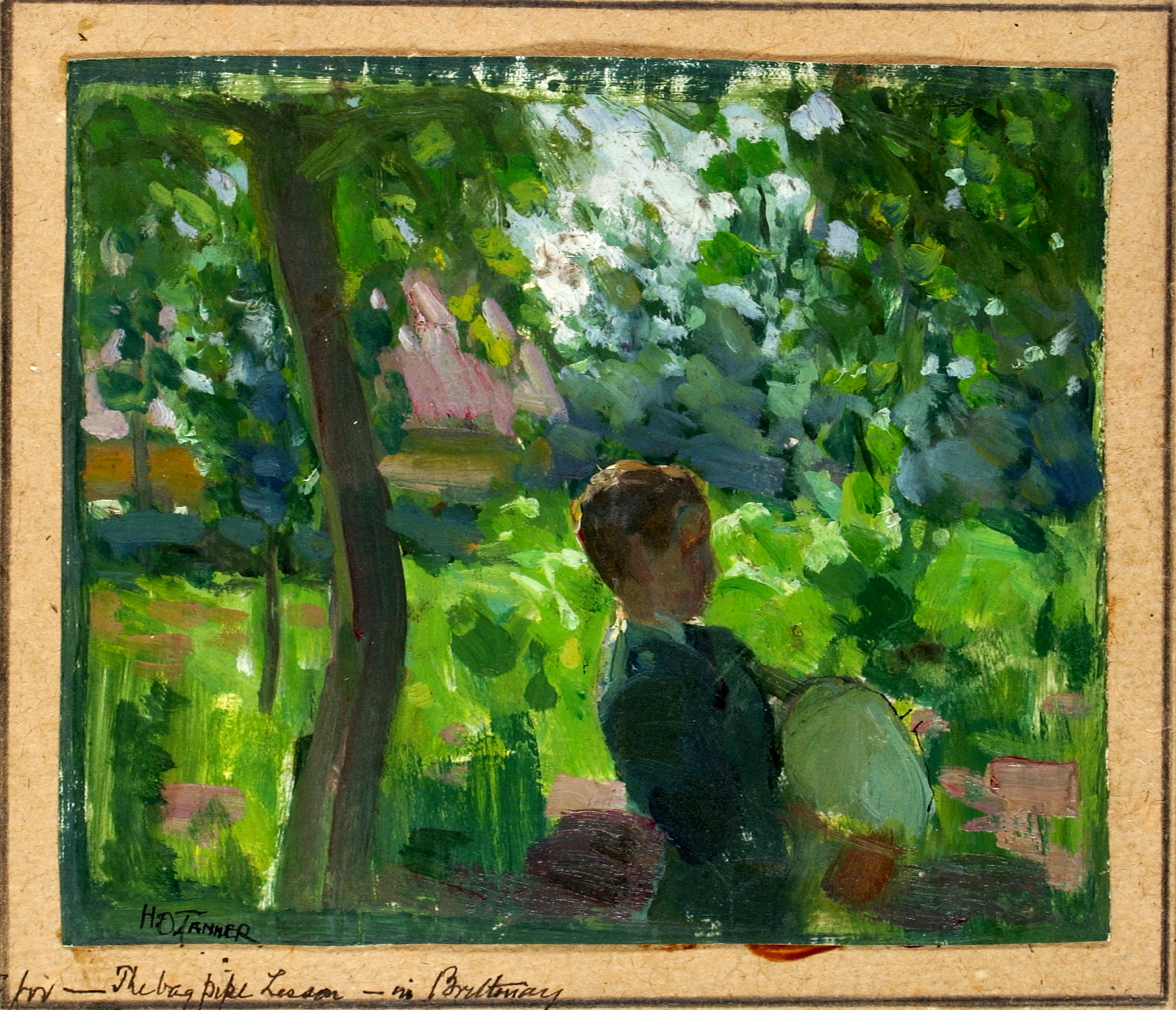
Étude pour The Bagpipe Lesson
(1892, Smithsonian American Art Museum).

En décembre 1893, alors que sa The Bagpipe Lesson (leçon de cornemuse) était exposée à la Pennsylvania Academy of the Fine Arts, Tanner a rencontré John T. Morris, chef du comité des expositions de l'académie. Morris a ensuite acheté The Thankful Poor en octobre 1894 lorsque Tanner a vendu aux enchères toutes ses œuvres pour payer son retour en France. Morris a prêté le tableau à l'école des sourds de Pennsylvanie, dont il était membre du conseil d'administration, puis l'a légué à l'école à sa mort en 1915. L'œuvre est restée inaperçue dans le sous-sol de l'école pendant un demi-siècle jusqu'en 1970, date à laquelle elle a été découverte dans un placard de remise par le directeur Philip Bellefleur,. Elle a été prêtée au Philadelphia Museum of Art avant d'être vendue en décembre 1981 à Camille Cosby (en), comme cadeau de Noël pour son mari, le comédien Bill Cosby, ; le conservateur d'art David Driskell a fait une offre aux Cosby lors d'une vente aux enchères chez Sotheby's et a atteint une enchère maximale de 250 000 £, — une somme record à l'époque pour une peinture d'un Afro-Américain,,.
L'étude pour The Thankful Poor faisait partie de l'exposition « Across Continents and Cultures » (1995) au musée d'art Nelson-Atkins à Kansas City (Missouri). Cette exposition, consacrée aux œuvres de Tanner, a ensuite été présentée au musée d'Art de Dallas et au Terra Museum of American Art (en) à Chicago. En 2014, les Cosby ont prêté The Thankful Poor de leur collection privée au musée national d'Art africain de Washington, dans le cadre de l'exposition du musée « Conversations : African and African American Artworks in Dialogue » du musée, qui s'est tenue de 2014 à 2016,. En 2016, l'étude a été présentée au DuSable Museum of African American History dans une exposition intitulée « DuSable Masterworks Collection », qui célébrait les œuvres d'artistes afro-américains comme Tanner de la fin du XIXe au XXe siècle. En 2020, les Cosby ont vendu le tableau à titre privé, via la galerie M. Hanks, à la fondation à but non lucratif Art Bridges d'Alice Walton, qui prête des œuvres d'art à des expositions d'art américaines,. Art Bridges a prêté le tableau au musée d'art de Dallas pour une exposition Tanner qui s'est tenue de 2021 à 2022. La fondation a également soutenu un traitement de conservation et une étude technique du tableau réalisés par le conservateur des peintures du musée en 2021.

## Analyse

### Représentation des Afro-Américains

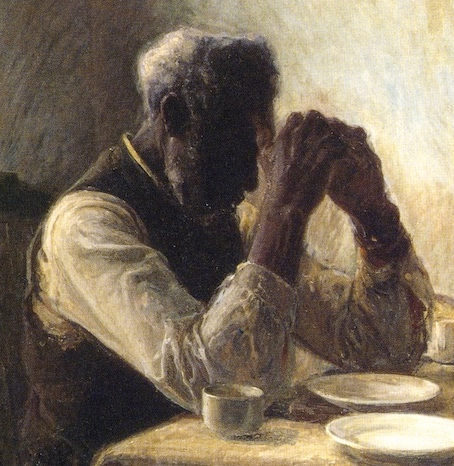
Détail du vieil homme.

Bien que sous-tendu par des connotations religieuses, The Thankful Poor ne dépeint pas un sujet biblique comme les peintures religieuses ultérieures de Tanner. Cette peinture de genre dépeint plutôt un rituel quotidien des Afro-Américains appauvris à travers une scène réaliste,. Ce « regard intérieur » sur les coutumes religieuses afro-américaines dépeint ses sujets avec un niveau de dignité et de possession de soi qui a été décrit comme « extraordinaire » pour l'époque de Tanner.
Le choix stylistique de Tanner pour ses peintures de genre rompt avec les caricatures désobligeantes typiques de la fin du XIXe siècle des Afro-Américains. Les représentations contemporaines se moquaient habituellement de la pratique religieuse afro-américaine comme tribale et superstitieuse en contraste avec une religiosité blanche supposée plus avancée, introspective et contemplative. Par conséquent, le portrait calme que fait The Thankful Poor des dévotions chrétiennes quotidiennes dans un cadre modeste remet en question les perceptions contemporaines de la religiosité noire comme étant trop émotive et inférieure. Le sujet peut également refléter la révérence particulière pour le jour de Thanksgiving dans l'Église épiscopale méthodiste africaine,. Selon Woods, les principes de cette Église et les messages intrinsèques des écrits et des sermons de l'évêque Tanner coïncident avec l'objectif de la peinture, qui est de dissiper les stéréotypes visuels négatifs et les divisions raciales.

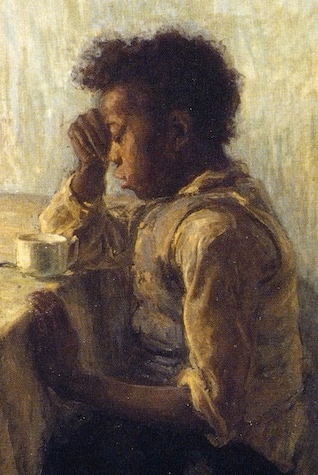
Détail du garçon.

Dans le catalogue de l'exposition de 1991 de l'œuvre de Tanner au Philadelphia Museum of Art, The Thankful Poor est désigné comme une « représentation digne du vieil homme et du garçon en prière [qui] transcende toute autre image de Noirs américains dans l'art américain »,. L'exposition « Conversations » du musée national d'Art africain décrit la représentation que Tanner donne de ses sujets comme « intime » et « humaine » — et considère cette peinture comme un « jalon » dans l'histoire de l'art afro-américain.

### Connexions avec d'autres œuvres de Tanner
The Banjo Lesson fait preuve d'un réalisme et d'un respect pour ses sujets similaires à ceux de The Thankful Poor. Les deux œuvres partagent un cadre domestique et mettent l'accent sur les relations intergénérationnelles. De plus, il existe un thème commun d'éducation : l'éducation dans The Banjo Lesson est une leçon de musique tandis que l'éducation dans The Thankful Poor est un jeune garçon qui imite la prière de son aîné. De même, Woods écrit que les deux tableaux « restent inextricablement liés par leur motivation créative, leur exécution technique et leur attention aux questions raciales », et l'historienne de l'art Judith Wilson parle de la paire comme d'un « ensemble d'arguments imbriqués ».
L'historien de l'art Albert Boime estime que l'étude du Young Sabot Maker au revers n'est pas une coïncidence. Il suggère qu'il existe une continuité thématique entre les deux tableaux, comme en témoigne la présence d'un aîné et d'un jeune dans les deux œuvres. Bien que la version finale de The Young Sabot Maker ne mette pas en scène des Afro-Américains comme The Thankful Poor, Boime note que dans l'étude finale de la première, l'apprenti et le maître « semblent être d'origine afro-américaine ». Les similitudes se poursuivent dans le thème sous-jacent de l'éducation, que The Young Sabot Maker partage avec The Thankful Poor et The Banjo Lesson,.